# 量子化学
量子化学（英語：Quantum chemistry），或称分子量子力學，是应用量子力学的规律和方法来研究化学问题的一门学科。将量子理论应用于原子体系还是分子体系是区分量子物理学与量子化学的标准之一。
目前认为最早的量子化学计算是1927年布劳（Ø.Burrau）对H+
2离子以及同年瓦尔特·海特勒和弗里茨·伦敦对H2分子的计算，开创量子化学这一個交叉学科。经过近八十年发展之后，量子化学已经成为化学家们广泛应用的一种理论方法。

## 量子化学发展史
1925年和1926年，物理学家维尔纳·海森伯和埃尔温·薛定谔各自建立了矩阵力学和波动力学，标志着量子力学的诞生，同时也为化学家提供了认识物质化学结构的新理论工具。1927年物理学家瓦尔特·海特勒和弗里茨·伦敦将量子力学处理原子结构的方法应用于氢气分子，成功地定量阐释了两个中性原子形成化学键的过程，他们的成功标志着量子力学与化学的交叉学科——量子化学的诞生。
在海特勒和伦敦之后，化学家们也开始应用量子力学理论，并且在两位物理学家对氢气分子研究的基础上建立了三套阐释分子结构的理论。莱纳斯·鲍林在最早的氢分子模型基础上发展了价键理论，并且因为这一理论获得了1954年度的诺贝尔化学奖；1928年，物理化学家罗伯特·S·马利肯提出了最早的分子轨道理论，1931年，埃里希·休克尔发展了马利肯的分子轨道理论，并将其应用于对苯分子等共轭体系的处理；汉斯·贝特于1931年提出了配位场理论并将其应用于过渡金属元素在配位场中能级裂分状况的理论研究，后来，配位场理论与分子轨道理论相结合发展出了现代配位场理论。价键理论、分子轨道理论以及配位场理论是量子化学描述分子结构的三大基础理论。早期，由于计算手段非常有限，计算量相对较小，且较为直观的价键理论在量子化学研究领域占据着主导地位，1950年代之后，随着计算机的出现和飞速发展，以及高斯函数的引进，海量计算已经是可以轻松完成的任务，分子轨道理论的优势在这样的背景下凸现出来，逐渐取代了价键理论的位置，目前在化学键理论中占主导地位。
1928年道格拉斯·哈特里提出了哈特里方程，方程将每一个电子都看作是在其餘的电子所提供的平均势场中运动的，通过迭代法给出每一个电子的运动方程。1930年，弗拉基米尔·福克对哈特里方程补充了泡利原理，提出哈特里-福克方程，进一步完善了由哈特里发展的哈特里方程。为了求解哈特里-福克方程，1951年克莱门斯·C·J·罗特汉进一步提出将方程中的分子轨道用组成分子的原子轨道线性展开，发展出了著名的RHF方程，这个方程以及在这个方程基础上进一步发展的方法是现代量子化学处理问题的主要方法。
虽然量子力学以及量子化学的基本理论早在1930年代就已经基本成型，但是所涉及的多体薛定谔方程形式非常复杂，至今仍然没有精确解法，而即便是近似解，所需要的计算量也是惊人的，例如：一个拥有100个电子的小分子体系，在求解RHF方程的过程中仅仅双电子积分一项就有1亿个之巨。这样的计算显然是人力所不能完成的，因而在此后的数十年中，量子化学进展缓慢，甚至为从事实验的化学家所排斥。1953年美国的帕里瑟（Parise）、帕尔（R. Parr）和英国的约翰·波普使用手摇计算器分别独立地实现了对氮气分子的RHF自洽场计算，虽然整个计算过程耗时整整两年，但是这一成功向试验化学家证明了量子化学理论确实可以准确地描述分子的结构和性质，并且为量子化学打开了计算机时代的大门，因而这一计算结果有着划时代的意义。
1952年日本化学家福井谦一提出了前线轨道理论，1965年美国有机化学家罗伯特·伯恩斯·伍德沃德和量子化学家罗阿尔德·霍夫曼联手提出了有机反应中的分子轨道对称守恒原理。福井、伍德瓦尔德和霍夫曼的理论使用简单的模型，以简单分子轨道理论为基础，回避那些高深的数学运算而以一种直观的形式将量子化学理论应用于对化学反应的定性处理，通过他们的理论，实验化学家得以直观地窥探分子轨道波函数等抽象概念。福井和霍夫曼凭借他们这一贡献获得了1981年度的诺贝尔化学奖。
在计算方法方面，随着计算机的发展，量子化学计算方法也飞速发展，在1920年代至今的数十年内，涌现出了组态相互作用方法（CI）、多体微扰理论（MP）、密度泛函理论（DFT）以及数量众多形式不一的旨在减少计算量的半经验计算方法，由于量子化学家们的工作，现在已经有大量商用量子化学计算软件出现，其中很多都能够在普通PC机上实现化学精度的量化计算，昔日神秘的量子化学理论，已经成为化学家常用的理论工具。约翰·波普與瓦尔特·科恩分別因為發展首個普及的量子化學軟件（Gaussian）和提出密度泛函理論 （Density Functional Theory）而獲得1998年诺贝尔化学奖。2009年日本山口大學堀憲次教授和行政法人科技振興機構聯合成立過渡狀態科技公司，開拓量子化学於製藥業的實用商用化。

## 量子化学理论方法
- 分子轨道理论：分子体系中的电子用单电子波函数满足Pauli不相容原理的直积（如Slater行列式）来描述，其中每个单电子波函数通常由原子轨道线性组合得到（类似于原子体系中的原子轨道），被称作分子轨道，分子轨道理论是目前应用最为广泛的量子化学理论方法。
  - HF方法：Hartree-Fock方法，用单个Slater行列式构造近似的波函数，通过对该行列式形式的波函数变分极小来确定据确定具体的波函数形式，是其他高级分子轨道理论方法的基础。
  - CI方法：组态相互作用（Configuration Interaction）方法。用HF自洽场方法计算获得的波函数和各级激发的波函数为基展开体系波函数。完全的组态相互作用（Full-CI）是指定基组下最精确的方法，但其计算量约以基函数的阶乘规模增加，目前仅限于对小分子作为Benchmark以检测其他方法的可靠性，在实际应用中常采用截断CI方法，如DCI、SDCI等。由于截断CI不满足体积加合性（size-extensive），虽然有一些经验方法校正（如Davidson correction），仍然限制了其应用。
  - MP方法：多体微扰方法，将多电子体系的总哈密顿算符与Fock算符的差作为体系的微扰项，应用Rayleigh-Schroedinger微扰方法计算。一级微扰等价于HF，二级微扰可以达到甚至超过DCI方法的精度水平，但计算量（N^5）小于DCI（N^6）。一般不适用于能级接近简并的体系。任意阶的MP都是size-extensive的。
  - 多组态自洽场方法：同时对组态和展开系数进行优化，恰当地应用可以克服截断CI不满足体积加合性的缺点，并比较地准确处理能级近简并的体系。
  - 半经验计算方法：Extended Huckel method, AM1, PM3等方法。在计算过程中根据实验数据，将一些波函数积分用经验常数替代，可以上千倍地减少计算量，采用的经验常数不同，半经验算法的应用范围也不同，应用时需要根据研究体系的具体情况进行选择。
  - 密度泛函理论：当分子体系各原子核空间位置确定后，电子密度在空间中的分布也确定，可以将体系的能量表示为电子密度的泛函，密度泛函分析变分法求出能量最低时的电子密度分布和体系能量。
- 价键理论

## 量子化学研究内容

### 分子结构
通过计算不同分子结构的体系能量，量子化学方法可以找到分子势能面上的能量最低点，从而确定分子在某一电子态的稳定构型。

### 化学反应
化学反应的过程可以看做分子体系在势能面上滑动的过程，通过量子化学的计算，可以找到势能面上的“驻点”：处于最低点的反应物和产物以及处于鞍点的过渡态，对比所有可能的反应途径及其相对应的反应活化能，可以找到最有可能的反应途径。

### 分子性质
量子化学计算可以获得分子体系的电子波函数，通过这些电子波函数可以求算偶极矩、极化率等分子性质的计算，但是由于数学方法的局限，量子化学计算方法只能从上方逼近真实的分子体系能量，是一种近似计算，虽然能量的计算可以获得较好的结果，但是获得的电子波函数质量却很差，因而分子性质计算的精度远远不及分子体系能量的计算。另一方面改进量子化学计算方法以获得质量更好的电子波函数也是量子化学家目前面临的挑战之一。

## 量子化学计算软件
- Gaussian （页面存档备份，存于） ：量子化学领域最著名和应用最广泛的软件之一，由量子化学家約翰·波普的实验室开发，可以应用从头算方法、半经验计算方法等进行分子能量和结构；过渡态能量和结构；化学键及反应能量；分子轨道；偶极矩；多极矩；红外光谱和拉曼光谱，核磁共振，极化率和超极化率，热力学性质，反应路径等分子相关计算。可以运行在Windows、Linux、Mac操作系统中运行，目前最新版本为Gaussian 16。但由於Gaussian Inc.（Gaussian的發展者）排斥其他軟件發展者的行為，而引來不少批評；其行為包括逐使原開發者約翰·波普離開Gaussian Inc.（因而成為學術界其中一件為人齒冷的事件）；禁止其他開發者（包括約翰·波普在內）使用Gaussian（引發起Banned By Gaussian運動[3]）和禁止任何使用者發表比較Gaussian與其他量子化學軟件效能的報告等。
- Gamess-US ：由於免費與開放源碼，成為除Gaussian以外，最廣泛應用的量子化學軟件，目前由Iowa State Uinversity的Mark Gorden教授的研究組主理。
- ORCA ：一款从头算量子化学计算软件，包含了密度泛函理论、多体微扰、耦合簇方法、多参考方法以及半经验计算方法。程序包致力于解决较大分子体系、过渡金属及其光谱的计算。程序包由马克斯普朗克煤炭研究所的Frank Neese教授课题组开发与维护。该程序包为闭源，学术用户可免费申请。
- Q-Chem （页面存档备份，存于） ：由一群隨約翰·波普離開Gaussian Inc.的學者創立的一個商業量子化學軟件。
- Spartan （页面存档备份，存于） ：提供一個十分優良的圖形介面作量子化學計算，尤其適合非從事量子化學研究的學者使用。此軟件中有很大部的電子相關方法的計算程序實源自Q-Chem，所以當使用到該些計算方法而作出報告時，應同時於文獻參考中引述Spartan與Q-Chem。
- CASTEP （页面存档备份，存于） ：為一量子力學為基礎的週期性固態材料化學計算的套裝軟體，此程式由英國劍橋大學卡文迪许实验室（Cavendish Laboratory）的凝態物理理論組所共同研究開發。CASTEP是由密度泛函理論為基礎的計算程式所組成，同時採用平面波（plane wave）為基底處理波函數，可針對具有週期性的固態材料表面進行化學模擬計算，而此軟體更具有高精準度以及高效能計算能力的表現。
- MOLPRO （页面存档备份，存于） ：应用广泛的量子化学计算软件，软件长于高精度计算，用多参考CI，耦合簇等方法处理电子相关问题能够对较大的分子体系进行准确的从头计算。
- MOPAC （页面存档备份，存于） ：应用最广泛的半经验量子化学计算软件，能够以AM1，AM1-d，PM3，MNDO，MNDO-d，MINDO/3等半经验计算方法计算分子体系的自由能，活化能，反应路径，偶极矩，非线性光学特性以及红外光谱等性质。MOPAC 7以前的版本为免费软件，自MOPAC 7开始转为商业软件，目前最新版本为MOPAC2007。
- MOLCAS ：是一套包含各种量子化学计算方法的软件，可以进行分子结构计算，键能，化学反应的能垒，激发能（包括自旋-轨道耦合），振动分辨吸收光谱，以及各种分子特性的计算，并且可以产生分子间的作用力，用于分子动力学的计算。目前最新版本为MOLCAS 7。
- CP2K:应用广泛的量子化学和凝聚态物理计算软件，它可以模拟固体材料，溶液，分子，晶体，生物体系。CP2K提供了多元化的理论方法包括DFTB, LDA, GGA, MP2, RPA, 半经验方法包括 (AM1, PM3, PM6, RM1, MNDO, xTB), 和精典力场(AMBER, CHARMM, …).  CP2K可以模拟分子动力学，Metadynamics，模特卡罗，Ehrenfest动力学，频率分析，核激发光谱，能量优化，过渡态寻找（NEB, Dimer）。
- 其他量子化学计算软件目前，除了上面提到的几版著名量子化学计算软件之外，还有大量商业和免费的量子化学计算软件，其中绝大部分是从事量子化学或计算化学研究的实验室自行开发的，此外，一些著名的大型化学软件如HyperChem、Chem3D、Sybyl等，也包含有量子化学计算包。

## 外部連結
- Early Ideas in the History of Quantum Chemistry （页面存档备份，存于）